# Mårten Bunge (1764–1815)
Mårten Bunge, född 3 januari 1764 i Söderby, Österhaninge socken, död 29 augusti 1815 på Beateberg, Rö socken, var en svensk officer, kansliråd och överhovjägmästare. Han var son till Sven Bunge av släkten Bunge och Elsa Beata Bunge.
Bunge blev sekundkapten vid Smålands kavalleriregemente 1764, kvartermästare där 1772, kvartermästare vid livregementet till häst 1774, kornett 1777 och löjtnant 1782. 1785 utsågs han till legationssekreterare i Haag och var 1785-86 och 1787-89 chargé d'affaires där. 1786 befordrades han till ryttmästare och var även extraordinarie ledamot av kanslikollegiet. 1790 erhöll han avsked ur krigsrådet. Bunge blev kansliråd 1792 och bevistade riksdagarna 1800 och 1809-10. Han utsågs 1800 till Axel Eriksson Oxenstierna af Eka och Lindös biträde som överhovjägmästare, från 1802 med befogenhet att utöva tjänsten i dennes frånvaro och övertog 1803 tjänsten. Bunge inträdde samtidigt i den skogsvårdskommitté som tillsatts 1798 för förbättra den svenska skogsvården och skydda kronoparkerna. Som sådan tog han initiativet till ett flertal nya lagar för skydd av skogen, och medverkade även till införandet av rationellare skogsbruk. Bunge var även ledamot av Patriotiska sällskapet.